# چشمه انجیرک
چشمه انجیرک از جمله چشمه‌های شهرستان سروستان در استان فارس است.
این چشمه در ۲۰ کیلومتری شهر سروستان و در نزدیکی روستای انجیرک واقع است و دارای آب شیرین می‌باشد.این چشمه از جاذبه‌های گردشگری شهرستان سروستان محسوب می‌شود.